# Богатырёв, Иван Семёнович
Иван Семёнович Богатырёв (1864—1942) — русский и советский живописец-жанрист, представитель московского и петербургского академизма последних дореволюционных десятилетий, ассоциируемый со школой Ильи Репина; старший брат скульптора Василия Богатырёва.

## Биография
Родился 12 октября 1864 года в Тверской губернии.
Обучался в Московском училище живописи, ваяния и зодчества (окончил в 1894 году) и в Академии художеств (1894—1899).
2 ноября 1899 года ему было дано звание художника за картины «Сентябрьские сумерки» и «Отдых».
Выставлялся в 1890-х и 1900-х годах на выставках Московского общества любителей художеств.
Некоторое время Богатырев жил на Кавказе, где написал серию портретов соратников Шамиля: «Хамзат — наиб Чантинский», «Хаджи Мурат — наиб Аварский» и другие.
Также работал в Ростове-на-Дону, где заведовал рисовальными классами, открытые А. С. Чиненовым вместе с женой М. М. Чиненовой.
Умер 19 ноября 1942 года.